# Giornata internazionale contro le mutilazioni genitali femminili
La Giornata internazionale contro le mutilazioni genitali femminili è una giornata sponsorizzata dalle Nazioni Unite. La data del 6 febbraio è stata scelta perché ricorda il discorso tenuto dalla First Lady della Nigeria, Stella Obasanjo, in occasione della conferenza inter-africana sulle pratiche tradizionali che inficiano la salute delle donne e dei bambini e tenutasi a Addis Ababa.

## Storia
Il 6 febbraio 2003 la First Lady della Nigeria, Stella Obasanjo, in occasione della conferenza inter-africana sulle pratiche tradizionali (IAC) che inficiano la salute delle donne e dei bambini, si è espressa in modo molto forte contro questo tipo di pratiche. Ha dichiarato: "La IAC è arrivata a una fase in cui un cambio di paradigma sposterebbe i risultati che abbiamo ottenuto finora, grazie a un'agenda comune che fornirà un quadro comune per intensificare e collaborare alle nostre attività ai diversi livelli, nel rispetto del nostro diversità. Alla luce di ciò, la IAC ha deciso di dichiarare il 6 febbraio di ogni anno la Giornata della "tolleranza zero nei confronti delle MGF". Il forum tolleranza zero sarà un'iniziativa che porterà tutti i nostri sforzi per celebrare, riflettere e deliberare sulle mutilazioni genitali femminili e per rinnovare il nostro impegno per liberare le donne africane dai sistemi di credenze culturali e tradizionali che sono ostili ai diritti sessuali e riproduttivi delle donne nel continente. Siamo insieme in questo con le nostre sorelle e fratelli della diaspora i cui sforzi desideriamo riconoscere."
Il 22 aprile 2003 la Commissione per i diritti umani delle Nazioni Unite ha dichiarato con la risoluzione 2003/28 che il 6 febbraio era la giornata internazionale di "tolleranza zero" contro le mutilazioni genitali femminili. Il 24 marzo 2009 il Parlamento europeo ha pubblicato la risoluzione 2008/2071 sulla lotta contro le mutilazioni sessuali femminili praticate nell'UE.

## Impatto
Ogni anno in occasione della giornata internazionale sono organizzate campagne di sensibilizzazione, in particolare nei Paesi più a rischio, fra cui una trentina di Paesi africani e del Medio oriente. La migrazione ha portato questo problema anche in America, Europa, Australia e Nuova Zelanda e delle campagne di sensibilizzazione e delle associazioni si sono sviluppate per formare il personale sanitario e gli assistenti sociali oltre che le persone giunte con l'immigrazione. In Francia già nel 1982 era nata un'associazione chiamata Groupe de femmes pour l'abolition des mutilations sexuelles (in italiano: Gruppo di donne per l'abolizione delle mutilazioni sessuali, da cui il più noto acronimo GAMS).
L'impatto di queste azioni è misurato dai rapporti annuali delle Nazioni Unite e dalle differenti associazioni nazionali come GAMS, I risultati sono spesso discussi e pubblicizzati in occasione della giornata internazionale. Nel 2023 António Guterres segretario generale delle Nazioni Unite ha dichiarato su twitter: "I call on everyone - including men & boys - to join me in speaking out and stepping forward to #EndFGM, once and for all.", servendosi di uno degli hastag della giornata internazionale.